# Lieutenant commander
Le lieutenant commander (terme anglais) est un grade militaire dans plusieurs marines (majoritairement anglophones, notamment celles du Canada, des États-Unis, de l'Irlande, du Pakistan et du Royaume-Uni). Ce grade est supérieur à celui de lieutenant et inférieur à celui de commander. Son code OTAN est noté OF-3. Son équivalent dans la Marine nationale française est « capitaine de corvette ».
Ce rang correspond dans la plupart des armées (de terre et de l'air) à celui de « Major » ou à celui de « commandant » (ou « chef de bataillon » ou « chef d'escadron(s) »), et dans la Royal Air Force et dans les autres forces aériennes du Commonwealth à celui de « squadron leader ».

## Étymologie

Insigne de lieutenant commander (Royal Navy).

Dans la plupart des marines du Commonwealth et d'autres, le lieutenant commander est appelé par son grade ou par le poste qu'il occupe (« Captain » s'il commande un bâtiment). Cependant la marine des États-Unis appelle ses officiers par leur plein rang ou par le grade supérieur du rang. Par exemple, dans un ordre du jour, un lieutenant (junior grade) est appelé « Lieutenant », et un lieutenant commander est appelé « Commander ».

### Origines
Les lieutenants ont été couramment affectés au commandement de petits bâtiments ne justifiant pas un commander ou un captain. Un tel lieutenant a été nommé lieutenant commanding (« lieutenant en situation de commandement » en français) dans l'United States Navy, et lieutenant in command, lieutenant and commander ou senior lieutenant dans la Royal Navy. L'US Navy s'est fixée sur lieutenant commander en 1862 et en a fait un grade distinct. La Royal Navy a suivi ce choix en mars 1914.

## Grade par pays

### États-Unis

Insignes de lieutenant commander (US Navy).

Le grade de lieutenant commander américain (OF-3) est inférieur à commander et supérieur à lieutenant.

### Royaume-Uni

Insignes de lieutenant commander (Royal Navy).

Le grade de lieutenant commander de la Royal Navy (OF-3) est inférieur à commander et supérieur à lieutenant.